# Zygophlebia villosissima
Zygophlebia villosissima är en stensöteväxtart som först beskrevs av William Jackson Hooker, och fick sitt nu gällande namn av Luther Earl Bishop. Zygophlebia villosissima ingår i släktet Zygophlebia och familjen Polypodiaceae. Inga underarter finns listade.